# Tvåspråkig undervisning
Tvåspråkig undervisning, engelska bilingual education, är undervisning på två språk, vanligen elevernas respektive lärarens modersmål. Tvåspråkig utbildning förekommer ofta på språkinriktade gymnasieskolor som Franska skolan i Stockholm.